# 市立富良野図書館
市立富良野図書館（しりつふらのとしょかん）は、北海道富良野市に所在する公立図書館。

## 沿革
- 1972年（昭和47年）4月1日 - 郷土館から独立し、市立富良野図書館が開館する[1]。
- 1991年（平成3年）7月19日 - 現在地（若松町5番10号）に移転。富良野情報プラザと併設し、オープンする[1]。
- 2002年（平成14年）4月1日 - 図書館情報システムを導入する[1]。
- 2010年（平成22年）4月23日 - 「子どもの読書活動優秀実践図書館文部科学大臣表彰」を受賞する[1]。
- 2013年（平成25年）7月 - インターネット図書予約サービスを開始する[1]。

## 開館時間・休館日
- 開館時間[3]
  - 火曜日から金曜日 : 午前10時から午後6時
  - 土曜日及び日曜日 : 午前9時から午後5時
- 休館日[3]
  - 月曜日（月曜日が祝日の場合は翌日の火曜日も休み）
  - 祝日
  - 年末年始（12月31日から1月5日）
  - 図書整理日（毎月の最終金曜日、金曜日が祝日の場合は前日の木曜日）
  - 図書特別整理期間（富良野市教育委員会が毎年1回7日を超えない範囲で定める期間）

## 組織
- 市立富良野図書館長
  - 図書係長
    - 図書係

2019年（平成31年）4月1日現在